# Savignac-de-l’Isle
Savignac-de-l’Isle település Franciaországban, Gironde megyében. Lakosainak száma 603 fő (2022. január 1.). Savignac-de-l’Isle Les Billaux, Bonzac, Galgon, Saint-Denis-de-Pile és Saint-Martin-du-Bois községekkel határos.

## Népesség
A település népessége az elmúlt években az alábbi módon változott:
| Lakosok száma | 249  | 410  | 463  | 510  | 500  | 505  | 504  | 501  | 535  | 603  |
|               | 1968 | 1982 | 1990 | 2006 | 2013 | 2015 | 2017 | 2019 | 2020 | 2022 |